# 塔韦尔诺拉斯
塔韦尔诺拉斯（西班牙語：Tabérnolas），是西班牙加泰罗尼亚巴塞罗那省的一个市镇。总面积19平方公里，总人口273人（2001年），人口密度14人/平方公里。